# The Rain Workers
The Rain Workers, Netzwerk für sexuelle und reprodutkive Gesundheit (Eigenschreibweise: THE RAIN WORKERS), vormals Aktion Regen, ist eine 1989 durch die Gynäkologin Maria Hengstberger gegründete österreichische Nichtregierungsorganisation (NGO). Seit 2024 trägt die Organisation einen neuen Namen und versteht sich als ein Netzwerk für Familienplanung und Sexuelle und Reproduktive Gesundheit und Rechte. Ihr Anliegen ist die Gleichstellung und Gleichberechtigung von Frauen im globalen Süden, die mit der Selbstbestimmung über den eigenen Körper beginnt.
Der Verein bildet mit seinem Programm „Knowledge as a Chance“ Mitarbeiter von Organisationen und Institutionen in Ost-, West- und dem südlichen Afrika zu Multiplikatoren, sogenannten „Rain Workers“, aus, die ganzheitliches Wissen niederschwellig in den Communities ihrer Region weitergeben. Frauen sollen mit diesem Wissen nach ihren ökonomischen Möglichkeiten verantwortungsvoll ihre Familiengröße wählen können. Themen sind Familienplanung, sexuelle und reproduktive Gesundheit, individuelle Lebensplanung, Menschen-, Frauen- und Kinderrechte sowie die Ziele für nachhaltige Entwicklung.

## Leitbild
Die Kernaufgabe von The Rain Workers liegt in der Wissensvermittlung. The Rain Workers möchte dazu beitragen, dass alle Mädchen und Frauen aufgeklärt und gleichberechtigt sind, über ihren Körper bestimmen und ein selbstbestimmtes Leben führen können. Frauen haben ein Recht darauf, die Anzahl ihrer Schwangerschaften und den Abstand ihrer Geburten selbst zu entscheiden. Familienplanung und Aufklärungswissen sind der Schlüssel dafür.

## Ziele
- Enttabuisierte Aufklärung über Familienplanung und sexuelle/reproduktive Gesundheit und Rechte
- Verbreitung von Frauen-, Menschen- und Kinderrechten
- Verringerung von Teenager-Schwangerschaften
- Abkehr von schädlichen Praktiken wie der weiblichen Genitalverstümmelung (FGM), Zwangsheirat und Kinderheirat
- Stärkung von Mädchen und Frauen durch die Einbindung von Burschen und Männern
- Gesunde Mutterschaft
- Aufklärung über HIV/AIDS und andere sexuell übertragbare Krankheiten
- Zunahme der Verwendung moderner Verhütungsmittel

## Ausbildungsprogramm „Knowledge as a Chance“
Die Ausbildung von The Rain Workers richtet sich vor allem an jene Organisationen, Institutionen und Personen, die bereits im Gesundheitsbereich, im Sozialwesen oder in Schulen aktiv sind. Die Ausbildung erfolgt durch lokale und internationale Trainer, die die lokalen soziokulturellen Gegebenheiten kennen, dauert im Schnitt sechs Monate und umfasst zwei fünftägige Workshops mit einer dazwischenliegenden Probezeit von drei bis sechs Monaten mit anschließender Prüfung (Zertifizierung).
Die „Rain Workers“ wenden sich an Schulen, Jugendgruppen, Gemeindetreffen, Gesundheitseinrichtungen, sie arbeiten mit religiösen Einrichtungen, Frauen- und Männergruppen, Straßenkindern, Teenagemüttern, HIV-Gruppen etc. zusammen. Ihre monatlichen Reports übermitteln sie an die Aktion Regen, die die Daten auswertet, damit das Ausbildungscurriculum an die soziokulturellen Bedingungen angepasst werden kann.

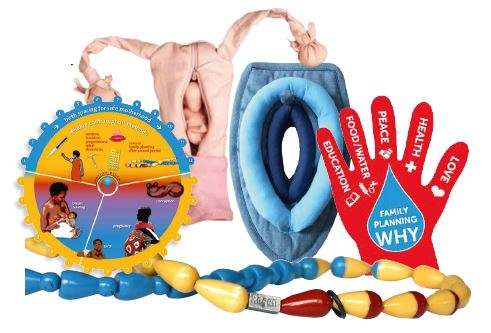
Die „Big 5 Teaching Tools“ sind Aufklärungsbehelfe für sexuelle und reproduktive Gesundheit.

Als didaktische Lehrbehelfe verwenden „Rain Workers“ die von Hengstberger entwickelten „Big 5 Teaching Tools“:

## Bildungsprojekte
The Rain Workers kooperiert mit Organisationen und Institutionen in Ost-, West- und dem südlichen Afrika, u. a. in Kenia, Tansania, Sambia, Äthiopien, Sudan, Niger etc. Im Zentrum stehen sowohl die Ausbildung von „Rain Workers“ als auch Folgeprojekte wie zum Beispiel zu ökonomischem Empowerment von Teenager-Müttern durch Familienplanung oder kooperative Projekte, um weibliche Genitalverstümmelung (FGM) zu beenden.
Seit 2009 wurden über 800 „Rain Workers“ von lokalen Organisationen und Institutionen in insgesamt 10 afrikanischen Ländern ausgebildet, die ihrerseits mehr als eine halbe Million Menschen aufgeklärt haben.
Aktion Regen bietet Nord- und Süd-NGOs an, ihre Mitarbeiter zu Rain Workers ausbilden zu lassen und führt regelmäßige Fortbildungen durch.

## Finanzierung und Förderung
Die Finanzierung von The Rain Workers beruht auf Mitgliedsbeiträgen, privaten Spenden, Zuwendungen von Stiftungen und öffentlichen Förderungen, sowie Kooperationen mit Privatunternehmen. Stadt Wien, Land Niederösterreich, Land Vorarlberg und Land Tirol zählen u. a. zu den Fördergebern. Patenschaften übernehmen Aufwandsentschädigungen von „Rain Workers“.
Seit 2011 ist die Organisation Trägerin des Spendengütesiegels und der Spendenabsetzbarkeit.